# Mouvement indigène en Équateur
Le mouvement indigène en Équateur plonge ses racines dans les divers soulèvements et mouvements de résistance indigènes depuis la conquête espagnole du pays jusqu'au début du vingtième siècle, autour de figures comme Rumiñahui, Cecilio Taday, Fernando Daquilema, Alejo Sáenz, Jesús Gualavisí ou Dolores Cacuango. Il commence à se structurer à partir du milieu du XXè siècle avec l'appui et l'influence, selon les cas, des partis politiques de gauche, de l'Église, des syndicats, ou des intellectuels indigènes. La Federación ecuatoriana de Indios, proche du PCE, est fondée en 1944. Elle s'implique en particulier dans la lutte pour une meilleure distribution des terres, l'abolition des formes de travail servile comme le huasipungo et l'application du code du travail aux paysans indigènes. En 1964, sous l'influence des salésiens, la FOIN (Fédération des indigènes du Napo est fondée, en 1972, une organisation indigène de la Sierra, ECUARUNARI, est fondée avec le soutien des composantes progressistes de l'Église, en ajoutant aux revendications classistes et paysannes des revendications plus ethniques.
En 1980 est formée la CONFENIAEA, qui fédère neuf organisations de l'Amazonie équatorienne, puis plusieurs organisations de la Sierra, de la Costa et de l'Oriente convergent en 1980 dans la CONACNIE, puis en 1986 dans la Confédération des nationalités indigènes de l'Équateur (CONAIE). Pendant les années 1990, cette dernière ne représente toutefois pas l'ensemble du mouvement indigène : il faut signaler l'existence d'organisations comme la FEINE (Federación ecuatoriana de indígenas evangélicos), d'obédience évangéliste, et la FENOC-I (qui deviendra plus tard FENOCIN), organisation paysanne et indigène dirigée depuis 1995 par des indigènes.